# Can Raspall dels Horts
Can Raspall dels Horts és una masia de Torrelavit (Alt Penedès) inclosa a l'Inventari del Patrimoni Arquitectònic de Catalunya.

## Descripció
La masia està situada a la part baixa del terme, al costat d'una riera on hi ha un petit bosquet i una font. És un edifici format per planta baixa, pis i golfes, amb teulada a dues aigües. La façana presenta una torratxa lateral amb coberta de pavelló i galeria.
Les obertures presenten emmarcaments característics d'estil modernista. Hi ha utilització de maó vist i de ceràmica vidriada i decorada amb motius florals. La teulada és amb ràfec sobre mènsules.

## Història
La masia de Can Raspall dels Horts té el seu origen en el segle xvii (1605). La reforma modernista és obra de l'arquitecte Antoni Pons i Domínguez i es va realitzar l'any 1909.